# 奇克 (市级镇)
奇克（羅馬化：Chik）是俄罗斯新西伯利亚州的工人村（市级镇），属科切尼奥沃区，地处新西伯利亚州东部，位于鄂毕河流域奇克河畔，在区行政中心科切尼奥沃东、州府新西伯利亚西方。设有同名铁路车站。
该地2021年人口有5,136人；2010年人口5,009；2002年人口5,056；1989年人口5,004。